# Richie Grant
Richie Grant (Lumberton, 9 novembre 1997) è un giocatore di football americano statunitense che milita nel ruolo di safety per i San Francisco 49ers della National Football League (NFL).

## Carriera

### Atlanta Falcons
Al college Grant giocò a football alla University of Central Florida. Fu scelto nel corso del secondo giro (40º assoluto) nel Draft NFL 2021 dagli Atlanta Falcons. Debuttò come professionista subentrando nella gara del primo turno contro i Philadelphia Eagles facendo registrare 2 tackle. La sua stagione da rookie si concluse con 30 placcaggi e un fumble forzato in 16 presenze, nessuna delle quali come titolare.

### San Francisco 49ers
Il 13 marzo 2025 Grant firmò un contratto di un anno con i San Francisco 49ers.